# Cosmos 320
Cosmos 320 (en cirílico, Космос 320) fue un satélite artificial soviético perteneciente a la clase de satélites DS y lanzado el 16 de enero de 1970 mediante un cohete Kosmos-2I desde Kapustin Yar.

## Objetivos
El objetivo de Cosmos 320 fue realizar pruebas sobre sistemas de estabilización y orientación para uso en futuros satélites, así como realizar pruebas de equipamiento óptico con fines militares.

## Características
Cosmos 320 tenía una masa de 300 kg y reentró en la atmósfera el 10 de febrero de 1970. El satélite fue inyectado en una órbita con un perigeo de 247 km y un apogeo de 326 km, con una inclinación orbital de 48,4 grados y un período de 90,2 minutos.
El satélite fue también conocido como "la flecha espacial" por el estabilizador aerodinámico que portaba. Fue la primera nave en usar un sistema de control de actitud aerodinámico y la única de la serie DS, junto con Cosmos 149, equipada con control de actitud. El sistema proporcionaba una orientación con un margen de error de menos de 5 grados en los tres ejes.

### Instrumentación
Aparte de servir como plataforma de pruebas para el nuevo sistema de estabilización y orientación, Cosmos 320 llevaba diversos equipos ópticos:
- dos telefotómetros de resolución media y ángulo estrecho, de tres canales, operando en el rango visible para determinar valores estadísticos de las capas de nubes y de formaciones en superficie, alturas de las cimas nubosas y contenido atmosférico de vapor de agua.
- un radiómetro infrarrojo de alta resolución operando en el rango entre 8 y 12 micrómetros para determinar temperaturas de las cimas nubosas y de la superficie.
- un par de radiómetros de tres canales y gran angular para determinar el equilibrio radiativo de la atmósfera.
- una cámara de televisión para obtener imágenes de las capas de nubes para correlacionar con los datos de radiación.

El satélite tenía forma de cilindro con uno de los extremos rematados en una semiesfera y el otro en un toro, con una longitud de 6,5 m y 1,2 m de diámetro. Se orientaba de tal manera que la semiesfera apuntaba en el sentido de la trayectoria de vuelo. Uno de los telefotómetros, que exploraba en un plano perpendicular a la trayectoria de vuelo, iba montado en la cima de la semiesfera. El otro telefotómetro iba montado en un lateral y realizaba observaciones en la dirección de la trayectoria de vuelo. La cámara de televisión se albergaba en un lateral de la semiesfera, con su eje óptico en paralelo al nadir. Los sensores de equilibrio radiativo iban colocados en sendos mástiles que se desplegaban a partir de la base del satélite: el sensor inferior apuntaba al nadir y el superior al cenit. La transmisión del satélite se realizaba a 90 MHz mediante una antena situada en la parte superior de la base del satélite. El sistema de estabilización funcionó correctamente y se recogieron datos científicos de buena calidad